# Полевое (Калининградская область)
Полевое — посёлок в Гурьевском городском округе Калининградской области. До 2014 года входил в Новомосковское сельское поселение.

## География
Посёлок Полевое расположен в 8,5 км по прямой к югу от южных границ застройки областного центра, города Калининграда, близ южной границы Гурьевского городского округа. Ближайшие населённые пункты — посёлок Заречное в соседнем Багратионовском городском округе (в 1,3 км к юго-западу от Полевого), посёлок Яблоневка (1,4 км к северо-западу). Ближайшая железнодорожная станция Калининградской железной дороги на линии Калининград — Мамоново (польская граница) — станция Голубево в одноимённом населённом пункте (в 5 км к северо-западу от Полевого).

## История
Населённый пункт относится к исторической области древней Пруссии именем Натангия. Впервые поселение Мансфельт упоминается под 1488 годом, позднее название приняло форму Мансфельд.
Утром 28 января 1945 года воины 40-го и 27-го гвардейских стрелковых полков 11-й гвардейской стрелковой дивизии РККА (командир дивизии генерал-майор Н.Г. Цыганов) 11-й гвардейской армии, преодолевая упорное сопротивление противника, вышли на шоссе Голлау–Мансфельд и продолжили наступление на Лихтенхаген. Вечером 28 января в результате упорного боя поселок Мансфельд был взят.
По итогам Второй Мировой войны Мансфельд вкупе с северной частью Восточной Пруссии передан СССР, в 1950 году был переименован в поселок Полевое.

## Население
В 1910 году в Мансфельде проживало 560 человек, в 1933 году — 524 человека, в 1939 году — 520 человек.
| 2002 | 2010 | 2011 |
| ---- | ---- | ---- |
| 115  | ↘99  | →99  |

## Достопримечательности и памятники

### Существующие
На юго-восточной окраине Полевого находится братская могила советских воинов.
Уцелел памятник павшим немецким солдатам в Первой мировой войне, который стоял перед кирхой у дороги.

### Утраченные
Построенная в орденские времена в Мансфельде кирха была снесена в XVIII веке, на ее месте построена фахверковая, которая в 1819 году тоже была сломана. Последняя построенная кирха — простое строгое здание с деревянной колокольней. Кафедра (примерно 1640 года) образует вместе с алтарем единое целое. От старой церкви сохранились алтарные принадлежности. Орган смонтирован в 1835 году, было два колокола. После Второй мировой войны кирха была цела, использовалась под склад и была разрушена в 1958 году. На ее месте позже стояло складское помещение.